# Langues bantoïdes
 (juillet 2022).
Si vous disposez d'ouvrages ou d'articles de référence ou si vous connaissez des sites web de qualité traitant du thème abordé ici, merci de compléter l'article en donnant les références utiles à sa vérifiabilité et en les liant à la section « Notes et références ».
Les langues bantoïdes forment une branche des langues bénoué-congolaises de la famille des langues nigéro-congolaises, dans la classification des langues africaines. Le terme « bantoïde » est utilisé pour la première fois par Krause en 1895 pour les langues au vocabulaire ressemblant à celui des langues bantoues. En 1963 dans The Languages of Africa, Greenberg a défini les langues bantoïdes comme le groupe des langues bantoues et des langues proches.
Sous-groupes :
- Langues bantoïdes septentrionales
- Langues bantoïdes méridionales